# Tim Walker
Timothy „Tim“ Walker (* 1970) je britský módní fotograf, který pravidelně fotografuje pro časopisy Vogue, W a Love.

## Život a dílo
Po ukončení studia v roce 1994 pracoval jako externí asistent fotografa v Londýně. Pak se přestěhoval do New Yorku, kde pracoval na plný úvazek jako asistent Richarda Avedona. Po návratu do Anglie se nejprve soustředil na portrétní fotografii a dokumentární fotogtrafii pro britské noviny. Ve svých 25 letech nafotil svou první „fashion story” pro Vogue.
Walker představil svou první významnou výstavu v Design Museum v Londýně v roce 2008. Ve stejném čase vydal knihu Pictures publikovanou agenturou teNeues. V roce 2010 měl premiéru jeho první krátký film The Lost Explorer (BBC Films) představený na filmovém festivalu v Locarnu. V roce 2012 byl vystaven Walkerův Story Teller v Somersetu House a zároveň publikován jako kniha vyd. Thames and Hudson, kterou navrhl Ruth Ansel.
V roce 2013 vystavilo Walkerovy fotografie muzeum Bowes v Durhamu, díla vybíral kurátor Grevillee Worthington, a nejednalo se o práci pro časopis Vogue a ani Vanity Fair. Žije v Londýně.

## Výstavy
- Pictures, Design Museum, Londýon, 2008[1]
- Story Teller, Somerset House, Londýn, 2012/2013[5][6]
- Dreamscapes, Bowes Museum, Durham, UK, 2013[7]

## Knihy
- Tim Walker. teNeues, 2006. Stern Portfolio Paperback.
- Pictures. teNeues, 2008.
- The Lost Explorer. teNeues, 2011.
- Story teller. [s.l.]: Thames & Hudson, 2012. ISBN 9780500544204. (anglicky)
- The granny alphabet. [s.l.]: Thames & Hudson, 2013. Dostupné online. ISBN 9780500544266. (anglicky)

## Ocenění
- Isabella Blow award for Fashion Creator from The British Fashion Council, 2008
- Infinity Awards od Newyorské školy fotografie, New York City, 2009[8]
- Best short film, Chicago United Film Festival, 2011, for The Lost Explorer
- Honorary Fellowship from The Royal Photographic Society, 2012

## Stálé sbírky
Walkerovy práce vlastní v následujících stálých sbírkách:
- Victoria and Albert Museum, Londýn[9]
- National Portrait Gallery, Londýn[10]